# Malik Harris
Malik Justin Harris (Landsberg am Lech, 27 agosto 1997) è un cantante tedesco con cittadinanza statunitense.
Ha rappresentato la Germania all'Eurovision Song Contest 2022 con il brano Rockstars.

## Biografia
Figlio del presentatore televisivo e polistrumentista statunitense Ricky Harris, originario di Detroit, Malik è cresciuto in una famiglia musicale: il nonno paterno era un cantante d'opera, mentre la nonna materna era una pianista. Il cantante si è avvicinato al mondo della musica all'età di 13 anni, quando ha iniziato a realizzare cover con la sua chitarra; sa inoltre suonare la tastiera elettronica e utilizzare la drum machine. Gli artisti che hanno più influenzato la sua musica sono Ed Sheeran, Macklemore ed Eminem.
Dopo aver pubblicato alcuni singoli, Malik Harris è stato notato dalla Universal Music Germany, con cui ha firmato il suo primo contratto discografico e pubblicato il suo EP d'esordio Like That Again nell'estate del 2019. Nello stesso anno ha avviato la sua prima tournée come solista, aprendo inoltre i concerti tedeschi di James Blunt, Alex Clare, Tom Odell ed LP.
Nel 2022 è stato selezionato dall'emittente pubblica NDR per partecipare a Germany 12 Points, il programma di selezione del rappresentante della Germania all'Eurovision Song Contest, con l'inedito Rockstars. In occasione dell'evento ha trionfato nel voto del pubblico, diventando di diritto il rappresentante eurovisivo tedesco a Torino. Il successivo 14 maggio Malik Harris si è esibito nella finale eurovisiva, dove si è piazzato all'ultimo posto su 25 partecipanti con 6 punti totalizzati, tutti provenienti dal televoto.

## Discografia

### Album in studio
- 2021 – Anonymous Colonist

### EP
- 2019 – Like That Again

### Singoli
- 2018 – Say the Name
- 2019 – Welcome to the Rumble
- 2019 – Home
- 2020 – Crawling
- 2020 – Faith
- 2020 – When We've Arrived
- 2021 – Bangin' on My Drum
- 2021 – Dance
- 2021 – Time for Wonder
- 2022 – Rockstars
- 2022 – You & I
- 2023 – Dreamer
- 2023 – Up
- 2023 – Sticks & Stones
- 2024 – Promise
- 2024 – Heavy Rain
- 2025 – Better Man
- 2025 – Daydreaming

Come featuring
- 2018 – Dust (Cosby feat. Malik Harris)
- 2022 – Enchanté (YouNotUs e Willy William feat. Malik Harris e Minelli)
- 2024 – Who Cares (Mi Casa feat. Malik Harris)